# دانا تشايلدز
دانا تشايلدز هو محامي وسياسي أمريكي، ولد في 15 ديسمبر 1922، وتوفي في 23 أبريل 1999 بسبب نوبة قلبية. نشط حزبياً في الحزب الجمهوري والحزب الديمقراطي.